# Northtrap Rocks
Die Northtrap Rocks (aus dem Englischen sinngemäß übersetzt Nordfallenfelsen) sind eine isolierte Gruppe aus Klippenfelsen, die zu den Joinville-Inseln vor der Nordspitze der Antarktischen Halbinsel gehören. Sie liegen nordwestlich des Kap Juncal der D’Urville-Insel.
Das UK Antarctic Place-Names Committee benannte sie 1963 als nördlichste der für die Seefahrt gefährlichen geographischen Objekte, die bei der nördlichen Einfahrt in den Antarctic-Sund gemieden werden sollten.